# Aguanil
Aguanil este un oraș din unitatea federativă Minas Gerais, Brazilia. 